# Fosfito de trietilo
Fosfito de trietilo é um organofosfito de formula C6H15O3P. É um importante precursor químico de diversos compostos organofosforados e organofosfatos. 